# Lúnasa
I Lúnasa sono un gruppo musicale Anglo-irlandese di musica celtica formatosi nel 1995 a Londra.
Il loro nome deriva da quello della festa gaelica Lughnasadh.

## Formazione
Attuale
- Seán Smyth – violini, fiddles, tin whistle
- Kevin Crawford – flauti, tin whistle
- Trevor Hutchinson – contrabbasso
- Cillian Vallely - uilleann pipes, tin whistle
- Ed Boyd - chitarra

Ex membri
- Tim Edey - chitarra
- Donogh Hennessy - chitarra
- Michael McGoldrick - uilleann pipes, flauto, tin whistle
- John McSherry - uilleann pipes
- Paul Meehan - chitarra, bouzouki, mandolino

## Discografia
Album studio
- 1998 - Lúnasa
- 1999 - Otherworld
- 2001 - The Merry Sisters of Fate
- 2003 - Redwood
- 2004 - The Kinnitty Sessions
- 2006 - Sé
- 2010 - Lá Nua

Album live
- 2013 - Lúnasa with the RTÉ Concert Orchestra

Raccolte
- 1996 - The Rough Guide to Irish Music
- 2008 - The Story So Far...